# يوكا كينوشيتا
يوكا كينوشيتا (باليابانية: 木下ゆうか؛ بالكانا: きのした ゆうか) هي يوتيوبية يابانية، ولدت في 4 فبراير 1985 في كيتاكيوشو في اليابان.